# 麻叶豆腐柴
麻叶豆腐柴（学名：Premna urticifolia）为马鞭草科豆腐柴属下的一个种。

## 扩展阅读
維基物種上的相關：麻叶豆腐柴